# فرانک پورتر گراهام
فرانک پورتر گراهام (به انگلیسی: Frank Porter Graham) سناتور سابق عضو حزب دموکرات ایالات متحده آمریکا بود. وی در سال ۱۹۴۹ تا ۱۹۵۰ میلادی سناتور ایالت کارولینای شمالی در سنای ایالات متحده آمریکا بود.